# 黒競
黒競（くろけい）とは、かつて黒競新聞社が発行していた競輪予想紙である。

## 概要
かつて存在した後楽園競輪場の近く、東京都千代田区飯田橋に本社を置き、東京都やその近郊の競輪場で発行していた。
題字が黒地に白文字、末期までモノクロ印刷と、カラー印刷を導入していたライバル紙の赤競、青競とは異なる紙面構成だった。なお、この3社は立川競輪場で開催される「三社杯」の協賛等で協力関係もあった（黒競廃刊後は、サイクルを加えた3社で三社杯を実施している）。
2005年3月、松戸競輪場で開催された日本選手権競輪を最後に発行を取りやめた。

## 発行されていた場所
東京都、埼玉県、千葉県の全場と、神奈川県の一部場にて発行していた。後年は全国の記念、特別競輪や、ラ・ピスタ新橋開業後は同所で場外発売する競輪場の一部も発行していた。
- 大宮競輪場（埼玉県）
- 西武園競輪場（埼玉県）
- 立川競輪場（東京都）
- 京王閣競輪場（東京都）
- 松戸競輪場（千葉県）
- 千葉競輪場（千葉県）
- 川崎競輪場（神奈川県）
- 花月園競輪場（神奈川県）